# Liga Uruguaya de Básquetbol 2011-12
La IX Liga Uruguaya de Básquetbol 2011-12, organizada por la FUBB, comenzó el 23 de septiembre de 2011 y se finalizó el 27 de abril de 2012 consagrándose Hebraica y Macabi por primera vez frente a Malvín ganándole 3-2 .

## Sistema de disputa
La LUB 2011-12 se jugará en tres etapas: Torneo Clasificatorio, Súper Liga, y play-off.
En el Torneo Clasificatorio, los equipos jugarán separados en tres ligas (capital, litoral y centro-sur) según su procedencia. En la Liga Capital se jugarán dos ruedas todos contra todos en régimen local y visitante, donde los primeros ocho de la tabla pasarán a jugar la Súper Liga, mientras que los dos últimos descenderán a la Segunda División, a participar del Torneo Metropolitano 2012. Por otro lado tanto la Liga Litoral como la Liga Centro-Sur jugarán sus torneos por separado donde los dos primeros clasificarán a la Súper Liga.
La Súper Liga será disputada por ocho equipos de Liga Capital, dos de Liga Sur y dos de Liga Litoral. Jugarán divididos en dos grupos de seis equipos cada uno, dos ruedas en régimen local y visitante. El Grupo A estará integrado por: 1º, 3º, 5º y 7º de Liga Capital, 1º de Liga Centro-Sur y 2º de Liga Litoral. Mientras que al Grupo B, lo integrarán 2º, 4º, 6º y 8º de Liga Capital, 2º de Liga Centro-Sur y 1º del Liga Litoral. Clasificarán a play-off, los cuatro equipos mejor posicionados de cada grupo, utilizándose aquí un sistema de una doble tabla. La primera tabla tendrá en cuenta solo los puntos ganados en la segunda fase de la Super Liga y así se sabrá
si los equipos del interior están o no entre los cuatro primeros para avanzar a play-off. Los puestos que queden libres serán ocupados por los clubes de Montevideo con mejor puntaje sumando la mitad de los ganados en el Torneo Clasificatorio y el total de los obtenidos en la Súper Liga.
La diferencia se estableció porque los equipos del interior para llegar a la Súper Liga solo habrán de jugar un máximo de diez partidos mientras que los de Montevideo habrán jugarse unos treinta encuentros.
Por último se jugarán los play-off, siendo siempre al mejor de cinco y cuya primera etapa son cuartos de final. En ellos se cruzarán: A) 1ºA. vs. 4ºB., B) 2ºA. vs. 3ºB., C) 1ºB. vs. 4ºA. y D) 2ºB. vs. 3ºA. En semifinal los cruces serán: ganador A) vs. ganador D) y ganador B) vs. ganador C. Los ganadores de estos partidos jugarán la final entre sí, consagrándose el ganador como campeón de la LUB 2011-12.

## Equipos participantes

### Liga Capital
| Club                                | Ciudad     | Barrio         | Entrenador           | 10-11                            |
| ----------------------------------- | ---------- | -------------- | -------------------- | -------------------------------- |
| Club Atlético Aguada                | Montevideo | La Aguada      | Marcelo Capalbo      | Semifinalista                    |
| Club Biguá                          | Montevideo | Villa Biarritz | Guillermo Narvarte   | Vicecampeón                      |
| Club Atlético Bohemios              | Montevideo | Pocitos        | Luis Pierri          | 10º                              |
| Club Atlético Cader                 | Rocha      | -              | Javier Espíndola     | 14º                              |
| Club Atlético Cordón                | Montevideo | Cordón         | Gonzalo Caneiro      | 9º                               |
| Defensor Sporting Club              | Montevideo | Parque Rodó    | Gerardo Jauri        | Semifinalista                    |
| Asociación Hebraica y Macabi        | Montevideo | Ciudad Vieja   | Marcelo Signorelli   | Cuartos de final                 |
| Institución Atlética Larre Borges   | Montevideo | Unión          | Miguel Bragunde      | Ascendió (vicecampeón del Metro) |
| Club Malvín                         | Montevideo | Malvín         | Pablo López          | Campeón                          |
| Montevideo Basket Ball Club         | Montevideo | Villa Muñoz    | Juan Carlos Werstein | 13º                              |
| Club Atlético Olimpia               | Montevideo | Colón          | Federico Camiña      | Cuartos de final                 |
| Club Social y Deportivo Sayago      | Montevideo | Sayago         | Horacio Perdomo      | 12º                              |
| Club Trouville                      | Montevideo | Pocitos        | César Somma          | Cuartos de final                 |
| Unión Atlética                      | Montevideo | Malvín         | Héctor Da Prá        | 11º                              |
| Institución Deportiva Guruyú Waston | Montevideo | Ciudad Vieja   | Daniel Mancione      | Ascendió (Campeón del Metro)     |
| Club Atlético Welcome               | Montevideo | Parque Rodó    | Esteban Yaquinta     | Cuartos de final                 |

### Liga Litoral
| Club               | Departamento |
| ------------------ | ------------ |
| Anastasia          | Río Negro    |
| Juventus           | Salto        |
| Paysandú Wanderers | Paysandú     |
| Remeros            | Soriano      |
| Universitario      | Salto        |

### Liga Centro-Sur
| Club      | Departamento |
| --------- | ------------ |
| Flores    | Flores       |
| Lagomar   | Canelones    |
| Lavalleja | Lavalleja    |
| Maldonado | Maldonado    |
| Plaza NH  | Colonia      |

## Desarrollo

### Liga Capital
Esta Liga comenzó el 25 de septiembre, siendo el arranque oficial de la LUB. A su cierre determinará los ocho equipos de capital que pasan a jugar la Súper Liga y los dos equipos que descienden a Segunda División.

#### Tabla de posiciones Capital
| Puesto | Equipo            | PJ | PG | PP | Ptos. |
| ------ | ----------------- | -- | -- | -- | ----- |
| 1º     | Hebraica y Macabi | 30 | 25 | 5  | 55    |
| 2º     | Malvín            | 30 | 24 | 6  | 54    |
| 3º     | Welcome           | 30 | 19 | 11 | 49    |
| 4º     | Aguada            | 30 | 18 | 12 | 48    |
| 5º     | Trouville         | 30 | 16 | 14 | 46    |
| 6º     | Biguá             | 30 | 16 | 14 | 46    |
| 7º     | Bohemios          | 30 | 16 | 14 | 46    |
| 8º     | Defensor Sporting | 30 | 16 | 14 | 46    |
| 9º     | Unión Atlética +  | 30 | 16 | 14 | 46    |
| 10º    | Cordón            | 30 | 12 | 18 | 42    |
| 11º    | Larre Borges      | 29 | 12 | 17 | 41    |
| 12º    | Olimpia           | 30 | 11 | 19 | 41    |
| 13º    | Montevideo        | 30 | 11 | 19 | 41    |
| 14º    | Sayago'           | 30 | 11 | 19 | 41    |
| 15º    | Waston            | 30 | 9  | 21 | 39    |
| 16º    | Cader             | 29 | 7  | 22 | 21    |

+ Unión Atlética no clasificó tras perder el partido de desempate ante Defensor Sporting 72-78. Los otros equipos clasificados a la Súper Liga que tenían el mismo puntaje que estos equipos se clasificaron mediante sistema FIBA.
|  | Equipos clasificados al Torneo Súper 4 y a la Súper Liga. |
|  | Equipos clasificados a la Súper Liga.                     |
|  | Descienden a Segunda División.                            |

#### Resultados Capital
En verde triunfos del equipo local y en rojo del equipo visitante.
| Local\Visitante | Agu.   | Big.    | Boh.  | Cad.    | Cor.   | DSC     | HyM   | Larre. | Mal.  | Mont.  | Oli.  | Say.   | Trou. | U.A.   | Was.   | Wel.  |
| --------------- | ------ | ------- | ----- | ------- | ------ | ------- | ----- | ------ | ----- | ------ | ----- | ------ | ----- | ------ | ------ | ----- |
| Aguada          |        | 101-94  | 70-84 | 96-92   | 79-76  | 75-73   | 74-76 | 83-79  | 73-70 | 80-59  | 86-72 | 73-82  | 78-66 | 81-72  | 88-68  | 68-64 |
| Biguá           | 83-90  |         | 86-81 | 86-93   | 67-78  | 94-82   | Susp. | 96-75  | 94-97 | 69-75  | 77-75 | 89-79  | 72-69 | 68-84  | 77-67  | 73-82 |
| Bohemios        | 94-100 | 85-92   |       | 80-79   | 69-80  | 104-102 | 69-68 | 84-76  | 79-72 | 75-85  | 81-91 | 83-82  | 81-71 | 102-96 | 70-72  | 87-89 |
| Cader           | 88-96  | 88-90   | 81-73 |         | 56-62  | 76-77   | 84-98 | 85-92  | 79-83 | 84-87  | 69-88 | 81-79  | 76-90 | 71-90  | 96-100 | 74-90 |
| Cordón          | 69-67  | 81-89   | 69-89 | 44-68   |        | 72-75   | 80-86 | 65-67  | 70-78 | 82-76  | 73-75 | 101-91 | 56-79 | 66-71  | 70-71  | 69-72 |
| Def. Sporting   | 80-70  | 94-92   | 93-62 | 90-62   | 84-101 |         | 70-89 | 75-79  | 77-88 | 76-71  | 93-67 | 89-78  | 74-53 | 88-94  | 100-71 | 79-75 |
| Hebraica        | 62-56  | 90-81   | 88-69 | 103-81  | 88-78  | 71-68   |       | 88-69  | 73-72 | 89-71  | 98-71 | 84-74  | 66-70 | 83-69  | 87-78  | 83-76 |
| Larre Borges    | 95-90  | 86-92   | 88-90 | Cancel. | 78-80  | 86-79   | 70-80 |        | 69-76 | 105-98 | 77-79 | 66-73  | 92-91 | 87-70  | 84-80  | 63-71 |
| Malvín          | 78-54  | 89-71   | 98-88 | 88-81   | 82-74  | 87-71   | 70-77 | 91-75  |       | 78-69  | 92-85 | 95-67  | 56-63 | 73-63  | 75-60  | 82-78 |
| Montevideo      | 75-74  | 81-101  | 73-81 | 69-77   | 70-67  | 62-77   | 52-82 | 77-64  | 76-75 |        | 87-80 | 70-85  | 83-75 | 75-94  | 101-79 | 62-79 |
| Olimpia         | 57-76  | 85-86   | 70-66 | 88-69   | 75-78  | 83-85   | 66-65 | 89-92  | 69-71 | 92-80  |       | 57-63  | 68-79 | 77-84  | 80-63  | 59-69 |
| Sayago          | 62-78  | 76-73   | 76-79 | 97-103  | 66-74  | 65-77   | 83-55 | 86-92  | 76-88 | 88-80  | 82-65 |        | 50-64 | 65-67  | 85-75  | 65-58 |
| Trouville       | 70-79  | 81-52   | 93-62 | 74-77   | 71-72  | 88-76   | 70-88 | 61-59  | 66-69 | 72-47  | 77-71 | 89-80  |       | 67-63  | 77-64  | 70-75 |
| Unión Atlética  | 72-60  | 77-84   | 72-77 | 77-69   | 72-68  | 77-71   | 85-77 | 90-85  | 68-75 | 75-60  | 74-84 | 85-66  | 68-74 |        | 60-76  | 65-76 |
| Waston          | 77-93  | 104-110 | 83-86 | 76-68   | 70-85  | 64-77   | 84-95 | 82-77  | 73-83 | 82-77  | 73-91 | 81-78  | 79-74 | 77-93  |        | 94-88 |
| Welcome         | 76-66  | 79-83   | 89-87 | 81-84   | 95-69  | 88-71   | 90-79 | 73-75  | 75-89 | 72-73  | 81-78 | 80-63  | 79-63 | 72-71  | 77-69  |       |

### Liga Centro-Sur
Esta Liga comenzó el 22 de octubre, con la participación de cinco equipos. A su cierre determinará los dos equipos que pasan a jugar la Súper Liga.

#### Tabla de posiciones Centro-Sur
| Puesto | Equipo    | PJ | PG | PP | Ptos. |
| ------ | --------- | -- | -- | -- | ----- |
| 1º     | Lagomar   | 8  | 8  | 0  | 16    |
| 2º     | Plaza NH  | 8  | 5  | 3  | 13    |
| 3º     | Maldonado | 7  | 3  | 4  | 10    |
| 4º     | Lavalleja | 7  | 3  | 4  | 10    |
| 5º     | Flores    | 8  | 0  | 8  | 8     |

|  | Equipos clasificados a la Súper Liga. |

#### Resultados Centro-Sur
En verde triunfos del equipo local y en rojo del equipo visitante.
| Local\Visitante | Flo.   | Lag.   | Lav.  | Mal.    | Pla.   |
| --------------- | ------ | ------ | ----- | ------- | ------ |
| Flores          |        | 75-110 | 53-60 | 57-67   | 72-85  |
| Lagomar         | 104-64 |        | 71-52 | 97-65   | 102-88 |
| Lavalleja       | 102-88 | 54-91  |       | Cancel. | 71-77  |
| Maldonado       | 0-20   | 83-90  | 61-65 |         | 99-104 |
| Plaza NH        | 74-63  | 75-85  | 69-61 | 75-72   |        |

### Liga Litoral
Esta Liga comenzó el 29 de octubre, con la participación de cinco equipos. A su cierre determinará los dos equipos que pasan a jugar la Súper Liga.

#### Tabla de posiciones Litoral
| Puesto | Equipo             | PJ | PG | PP | Ptos. |
| ------ | ------------------ | -- | -- | -- | ----- |
| 1º     | Anastasia          | 8  | 7  | 1  | 15    |
| 2º     | Paysandú Wanderers | 8  | 6  | 2  | 14    |
| 3º     | Remeros            | 8  | 5  | 3  | 13    |
| 4º     | Universitario      | 8  | 2  | 6  | 10    |
| 5º     | Juventus           | 8  | 0  | 8  | 8     |

|  | Equipos clasificados a la Súper Liga. |

#### Resultados Litoral
En verde triunfos del equipo local y en rojo del equipo visitante.
| Local\Visitante | Ana.  | Juv.  | Pay.  | Rem.  | Uni.  |
| --------------- | ----- | ----- | ----- | ----- | ----- |
| Anastasia       |       | 90-47 | 86-78 | 74-62 | 82-65 |
| Juventus        | 57-60 |       | 75-79 | 66-80 | 95-69 |
| Pay. Wanderers  | 79-77 | 82-54 |       | 82-71 | 87-66 |
| Remeros         | 90-99 | 81-70 | 91-77 |       | 92-87 |
| Universitario   | 67-75 | 77-61 | 72-92 | 65-67 |       |

### Super Liga

#### Serie 1
| Equipo    | PG | PP | Pts |
| --------- | -- | -- | --- |
| Hebraica  | 9  | 1  | 19  |
| Welcome   | 8  | 2  | 18  |
| Bohemios  | 5  | 5  | 15  |
| Trouville | 3  | 7  | 13  |
| Lagomar   | 3  | 7  | 13  |
| Wanderers | 2  | 8  | 12  |

|  | Equipos clasificados a Play-offs. |

#### Serie 2
| Equipo            | PG | PP | Pts |
| ----------------- | -- | -- | --- |
| Aguada            | 8  | 2  | 18  |
| Malvín            | 7  | 3  | 17  |
| Defensor Sporting | 6  | 4  | 16  |
| Biguá             | 4  | 6  | 14  |
| Anastasia         | 3  | 7  | 13  |
| Plaza NH          | 2  | 8  | 12  |

|  | Equipos clasificados a Play-offs. |

### Play-offs
Todos los partidos de esta etapa se jugaron en el Palacio Peñarol.
|  | Cuartos de final       | Cuartos de final       |        |                   | Semifinales            | Semifinales            |  |                   | Final                  | Final                  |  |
|  | Al mejor de 5 partidos | Al mejor de 5 partidos |        |                   | Al mejor de 5 partidos | Al mejor de 5 partidos |  |                   | Al mejor de 5 partidos | Al mejor de 5 partidos |  |
|  |                        |                        |        |                   |                        |                        |  |                   |                        |                        |  |
|  |                        |                        |        |                   |                        |                        |  |                   |                        |                        |  |
|  | Hebraica y Macabi      | 3                      |        |                   |                        |                        |  |                   |                        |                        |  |
|  | Hebraica y Macabi      | 3                      |        |                   |                        |                        |  |                   |                        |                        |  |
|  | Biguá                  | 2                      |        |                   |                        |                        |  |                   |                        |                        |  |
|  | Biguá                  | 2                      |        | Hebraica y Macabi | 3                      |                        |  |                   |                        |                        |  |
|  |                        |                        |        | Hebraica y Macabi | 3                      |                        |  |                   |                        |                        |  |
|  |                        |                        | Aguada | 2                 |                        |                        |  |                   |                        |                        |  |
|  | Aguada                 | 3                      | Aguada | 2                 |                        |                        |  |                   |                        |                        |  |
|  | Aguada                 | 3                      |        |                   |                        |                        |  |                   |                        |                        |  |
|  | Bohemios               | 0                      |        |                   |                        |                        |  |                   |                        |                        |  |
|  | Bohemios               | 0                      |        |                   |                        |                        |  | Hebraica y Macabi | 3                      |                        |  |
|  |                        |                        |        |                   |                        |                        |  | Hebraica y Macabi | 3                      |                        |  |
|  |                        |                        | Malvín | 2                 |                        |                        |  |                   |                        |                        |  |
|  | Welcome                | 3                      | Malvín | 2                 |                        |                        |  |                   |                        |                        |  |
|  | Welcome                | 3                      |        |                   |                        |                        |  |                   |                        |                        |  |
|  | Defensor Sporting      | 1                      |        |                   |                        |                        |  |                   |                        |                        |  |
|  | Defensor Sporting      | 1                      |        | Welcome           | 0                      |                        |  |                   |                        |                        |  |
|  |                        |                        |        | Welcome           | 0                      |                        |  |                   |                        |                        |  |
|  |                        |                        | Malvín | 3                 |                        |                        |  |                   |                        |                        |  |
|  | Trouville              | 0                      | Malvín | 3                 |                        |                        |  |                   |                        |                        |  |
|  | Trouville              | 0                      |        |                   |                        |                        |  |                   |                        |                        |  |
|  | Malvín                 | 3                      |        |                   |                        |                        |  |                   |                        |                        |  |
|  | Malvín                 | 3                      |        |                   |                        |                        |  |                   |                        |                        |  |
|  |                        |                        |        |                   |                        |                        |  |                   |                        |                        |  |

| Campeón de la LUB 2011-12             |
| ------------------------------------- |
| Hebraica y Macabi 1° Título de la LUB |